# 东姑拉沙里
东姑拉沙里（1937年4月13日—），马来西亚政治人物，巫统成员。前任烏魯吉蘭丹和话望生国会议员，他在任内曾担任巫统顾问团主席。他是吉蘭丹蘇丹莫哈末五世的叔公。

## 政治生涯
东姑拉沙里在1976年至1984年曾担任财政部长，并在1984年至1987年曾担任国际贸易及工业部长。1989年，因反对时任首相马哈迪·莫哈末领导的巫统而成立四六精神党，並領導該黨至1996年解散為止。自2008年马来西亚大选以来代表国民阵线当选为吉兰丹话望生的国会议员，至2018年马来西亚第十四届大选，他继续连任该议席。
2018年6月30日举行的巫统党选中，东姑拉沙里于16日巫统党选提名截止前一天召开新闻发布会，宣布竞选党主席职位，以挑战代主席阿末扎希的地位。东姑拉沙里与凯里·嘉马鲁丁在选前同时被视为是竞选党主席的强力候选人。最终在竞选党主席的5角战中，东姑拉沙里只获得31票，不敌阿末扎希获得99票而落败。同年7月30日，巫统总秘书安努亚慕沙召开记者会宣布对巫统内部架构进行修改，表示东姑拉沙里将领导新成立的巫统顾问团。
2020年12月14日，因“安华·依布拉欣获得10名巫统议员支持任相”的消息传开后，东姑拉沙里与马哈迪召开记者会，他表示自己愿意放下歧见与马哈迪合作，也表明自己并不担心此行动会遭到巫统纪律處分。

东姑拉沙里

## 确诊冠病
2021年1月14日，据Astro Awani报道，东姑拉沙里确诊2019冠狀病毒病，在马大医药中心接受治疗。

## 评价
2020年12月30日，马哈迪接受《中国报》询及东姑拉沙里有没有能力担任首相时指出，他支持东姑拉沙里，因为东姑拉沙里比纳吉·阿都拉萨和慕尤丁好。他表示选择和当年的巫统对手东姑拉沙里合作，是因为人在不同的情况下，要有不同的盟友，不可能永远把往事放在心上。